# Campeonato de Primera División C 1970 (Argentina)
El Campeonato de Primera División C 1970 fue la trigésima sexta temporada del certamen de la tercera categoría del fútbol argentino. Se disputó entre el 21 de marzo y el 12 de diciembre de 1970.
Los nuevos participantes fueron Dock Sud, El Porvenir y Argentino de Quilmes, descendidos de la Primera B 1969, Defensores Unidos, campeón de la Primera Aficionados 1969, ascendido por medio del Torneo Reclasificatorio y Argentino de Rosario, que volvió a afiliarse, retornando a los torneos de AFA luego de ocho temporadas ausente.
El certamen consagró campeón por primera vez a Talleres (RE), que obtuvo el único ascenso de la temporada por medio de un Torneo Reclasificatorio con equipos de la Primera B.

## Ascensos y descensos
| Pos.     | Ascendido de la Primera C 1969 |
| -------- | ------------------------------ |
| 1º Recl. | Comunicaciones                 |

| Pos.     | Descendidos de la Primera B 1969 |
| -------- | -------------------------------- |
| 4º Recl. | Dock Sud                         |
| 6º Recl. | El Porvenir                      |
| 7º Recl. | Argentino de Quilmes             |

| Pos.     | Ascendidos de la Primera Aficionados 1969 |
| -------- | ----------------------------------------- |
| 1º Recl. | Defensores Unidos                         |

| Equipo afiliado      |
| -------------------- |
| Argentino de Rosario |

## Formato
Los equipos se dividieron en dos zonas de nueve, enfrentándose en cada una bajo el sistema de todos contra todos a dos ruedas.
Los cuatro equipos con mayor puntaje de cada zona disputaron el Torneo Campeonato mientras que los restantes disputarían el Torneo Permanencia.
En el Torneo Campeonato nuevamente se enfrentaron los ocho equipos que habían clasificado al mismo bajo el sistema de todos contra todos a dos ruedas. El equipo que finalizó en la primera posición se consagró campeón y, junto con el subcampeón, clasificaron al Torneo Reclasificación con equipos de la Primera B para obtener el ascenso.
Allí entre cuatro equipos que lo disputaron solo jugaría en la Primera B del año siguiente el que finalizara en la primera posición, con lo cual esa era la única posibilidad de obtener el ascenso.
El Torneo Permanencia de la categoría fue disputado por los catorce equipos restantes, divididos en dos zonas de siete equipos que se jugaron bajo el sistema de todos contra todos a dos ruedas. Los equipos ubicados en el último lugar de cada zona y el que menos puntos obtuvo de los dos anteúltimos descendieron a la Primera Aficionados.

## Equipos participantes
| Equipo               | Ciudad               | Estadio              |
| -------------------- | -------------------- | -------------------- |
| Argentino de Quilmes | Quilmes              | Argentino de Quilmes |
| Argentino de Rosario | Rosario              | José Martín Olaeta   |
| Barracas Central     | Buenos Aires         | Olavarría y Luna     |
| Brown de Adrogué     | Adrogué              | Brown de Adrogué     |
| Central Córdoba (R)  | Rosario              | Central Córdoba (R)  |
| Colegiales           | Munro                | Malaver y Posadas    |
| Comunicaciones       | Buenos Aires         | Comunicaciones       |
| Def. de Cambaceres   | Ensenada             | Rivadavia y Quintana |
| Defensores Unidos    | Zárate               | Gigante de Villa Fox |
| Deportivo Riestra    | Buenos Aires         | Riestra y Lacarra    |
| Dock Sud             | Dock Sud             | De Los Inmigrantes   |
| El Porvenir          | Gerli                | No posee             |
| Fénix                | Buenos Aires         | Concepción Arenal    |
| Ferrocarril Midland  | Libertad             | Ciudad de Libertad   |
| Flandria             | Jáuregui             | Carlos V             |
| J.J. Urquiza         | Caseros              | Kelsey y Bonifacini  |
| Leandro N. Alem      | General Rodríguez    | Leandro N. Alem      |
| Luz y Fuerza         | Ituzaingó            | Luz y Fuerza         |
| Sarmiento de Junín   | Junín                | Eva Perón            |
| Sportivo Italiano    | Bella Vista          | No posee             |
| Sportivo Palermo     | Buenos Aires         | No posee             |
| Talleres (RE)        | Remedios de Escalada | Timote y Castro      |
| Villa Dálmine        | Campana              | Mitre y Puccini      |

### Distribución geográfica de los equipos
| Región                                   | Cant. | Equipos |
| ---------------------------------------- | ----- | --- |
| Conurbano bonaerense                     | 10    | Argentino de Quilmes, Brown de Adrogué, Colegiales, Dock Sud, El Porvenir, Ferrocarril Midland, J.J Urquiza, Luz y Fuerza, Sportivo Italiano y Talleres (RE) |
| Interior de la provincia de Buenos Aires | 5     | Defensores Unidos, Flandria, Leandro N. Alem, Sarmiento de Junín y Villa Dálmine                                                                             |
| Ciudad de Buenos Aires                   | 4     | Barracas Central, Deportivo Riestra, Fénix y Sportivo Palermo                                                                                                |
| Ciudad de Rosario                        | 2     | Argentino (R) y Central Córdoba (R) |
| Gran La Plata                            | 1     | Defensores de Cambaceres |

## Tabla de posiciones

### Zona A
| Pos. | Equipo               | Pts. | PJ | PG | PE | PP | GF | GC | Dif. |
| ---- | -------------------- | ---- | -- | -- | -- | -- | -- | -- | ---- |
| 1.º  | Talleres (RE)        | 29   | 20 | 13 | 3  | 4  | 43 | 17 | 26   |
| 2.º  | Argentino de Quilmes | 28   | 20 | 11 | 6  | 3  | 29 | 17 | 12   |
| 3.º  | Colegiales           | 26   | 20 | 11 | 4  | 5  | 28 | 21 | 7    |
| 4.º  | Dock Sud             | 25   | 20 | 9  | 7  | 4  | 31 | 17 | 14   |
| 5.º  | Luz y Fuerza         | 23   | 20 | 8  | 7  | 5  | 27 | 24 | 3    |
| 6.º  | Brown de Adrogué     | 18   | 20 | 7  | 4  | 9  | 25 | 27 | −2   |
| 7.º  | Deportivo Riestra    | 18   | 20 | 6  | 6  | 8  | 22 | 30 | −8   |
| 8.º  | El Porvenir          | 17   | 20 | 7  | 3  | 10 | 22 | 25 | −3   |
| 9.º  | Fénix                | 12   | 20 | 3  | 6  | 11 | 22 | 36 | −14  |
| 10.º | Ferrocarril Midland  | 12   | 20 | 4  | 4  | 12 | 23 | 38 | −15  |
| 11.º | Barracas Central     | 12   | 20 | 3  | 6  | 11 | 14 | 34 | −20  |

|  | Clasificó al Torneo Campeonato |
|  | Disputó el Torneo Permanencia  |

### Zona B
| Pos. | Equipo                   | Pts. | PJ | PG | PE | PP | GF | GC | Dif. |
| ---- | ------------------------ | ---- | -- | -- | -- | -- | -- | -- | ---- |
| 1.º  | Flandria                 | 30   | 20 | 13 | 4  | 3  | 41 | 11 | 30   |
| 2.º  | Sarmiento de Junín       | 28   | 20 | 11 | 6  | 3  | 45 | 24 | 21   |
| 3.º  | Central Córdoba (R)      | 26   | 20 | 12 | 2  | 6  | 42 | 23 | 19   |
| 4.º  | Villa Dálmine            | 25   | 20 | 8  | 9  | 3  | 40 | 25 | 15   |
| 5.º  | Sportivo Italiano        | 23   | 20 | 8  | 7  | 5  | 34 | 25 | 9    |
| 6.º  | J.J. Urquiza             | 22   | 20 | 8  | 6  | 6  | 28 | 31 | −3   |
| 7.º  | Argentino de Rosario     | 21   | 20 | 9  | 3  | 8  | 32 | 25 | 7    |
| 8.º  | Defensores Unidos        | 15   | 20 | 6  | 3  | 11 | 32 | 38 | −6   |
| 9.º  | Leandro N. Alem          | 15   | 20 | 6  | 3  | 11 | 27 | 46 | −19  |
| 10.º | Defensores de Cambaceres | 9    | 20 | 3  | 3  | 14 | 24 | 56 | −32  |
| 11.º | Sportivo Palermo         | 6    | 20 | 1  | 4  | 15 | 20 | 61 | −41  |

|  | Clasificó al Torneo Campeonato |
|  | Disputó el Torneo Permanencia  |

## Resultados

### Zona A
| Argentino de Quilmes | 3 - 2 | Dock Sud            | Argentino de Quilmes | 21 de marzo |
| El Porvenir          | 2 - 1 | Fénix               | Timote y Castro      | 21 de marzo |
| Barracas Central     | 0 - 0 | Ferrocarril Midland | Olavarría y Luna     | 21 de marzo |
| Luz y Fuerza         | 2 - 1 | Talleres (RE)       | Luz y Fuerza         | 21 de marzo |
| Colegiales           | 2 - 1 | Brown de Adrogué    | Malaver y Posadas    | 21 de marzo |

| Brown de Adrogué    | 1 - 1 | Barracas Central     | Brown de Adrogué             | 28 de marzo |
| Ferrocarril Midland | 0 - 1 | El Porvenir          | Fragata Presidente Sarmiento | 28 de marzo |
| Fénix               | 1 - 1 | Argentino de Quilmes | Concepción Arenal            | 28 de marzo |
| Dock Sud            | 2 - 2 | Luz y Fuerza         | De Los Inmigrantes           | 28 de marzo |
| Talleres (RE)       | 3 - 1 | Deportivo Riestra    | Timote y Castro              | 28 de marzo |

| Deportivo Riestra    | 1 - 0 | Dock Sud            | Riestra y Lacarra    | 4 de abril |
| Luz y Fuerza         | 1 - 1 | Fénix               | Luz y Fuerza         | 4 de abril |
| Argentino de Quilmes | 1 - 1 | Ferrocarril Midland | Argentino de Quilmes | 4 de abril |
| El Porvenir          | 3 - 1 | Brown de Adrogué    | El Viaducto          | 4 de abril |
| Barracas Central     | 1 - 1 | Colegiales          | Olavarría y Luna     | 4 de abril |

| Colegiales          | 1 - 4 | El Porvenir          | Malaver y Posadas            | 11 de abril |
| Brown de Adrogué    | 2 - 0 | Argentino de Quilmes | Brown de Adrogué             | 11 de abril |
| Ferrocarril Midland | 1 - 2 | Luz y Fuerza         | Fragata Presidente Sarmiento | 11 de abril |
| Fénix               | 1 - 1 | Deportivo Riestra    | Concepción Arenal            | 11 de abril |
| Dock Sud            | 2 - 0 | Talleres (RE)        | De Los Inmigrantes           | 11 de abril |

| Talleres (RE)        | 3 - 1 | Fénix               | Timote y Castro      | 18 de abril |
| Deportivo Riestra    | 4 - 2 | Ferrocarril Midland | Riestra y Lacarra    | 18 de abril |
| Luz y Fuerza         | 4 - 0 | Brown de Adrogué    | Luz y Fuerza         | 18 de abril |
| Argentino de Quilmes | 1 - 0 | Colegiales          | Argentino de Quilmes | 18 de abril |
| El Porvenir          | 1 - 3 | Barracas Central    | El Viaducto          | 18 de abril |

| Barracas Central    | 0 - 0 | Argentino de Quilmes | El Gasómetro      | 25 de abril |
| Colegiales          | 1 - 0 | Luz y Fuerza         | Malaver y Posadas | 25 de abril |
| Brown de Adrogué    | 3 - 0 | Deportivo Riestra    | Brown de Adrogué  | 25 de abril |
| Ferrocarril Midland | 1 - 5 | Talleres (RE)        | Villa Sahores     | 25 de abril |
| Fénix               | 1 - 1 | Dock Sud             | Concepción Arenal | 25 de abril |

| Dock Sud             | 1 - 1 | Ferrocarril Midland | De Los Inmigrantes   | 2 de mayo |
| Talleres (RE)        | 3 - 2 | Brown de Adrogué    | Timote y Castro      | 2 de mayo |
| Deportivo Riestra    | 0 - 1 | Colegiales          | Riestra y Lacarra    | 2 de mayo |
| Luz y Fuerza         | 1 - 1 | Barracas Central    | Luz y Fuerza         | 2 de mayo |
| Argentino de Quilmes | 1 - 0 | El Porvenir         | Argentino de Quilmes | 2 de mayo |

| El Porvenir         | 1 - 2 | Luz y Fuerza      | El Viaducto                  | 9 de mayo |
| Barracas Central    | 1 - 1 | Deportivo Riestra | De Los Inmigrantes           | 9 de mayo |
| Colegiales          | 1 - 2 | Talleres (RE)     | Malaver y Posadas            | 9 de mayo |
| Brown de Adrogué    | 0 - 2 | Dock Sud          | Brown de Adrogué             | 9 de mayo |
| Ferrocarril Midland | 1 - 5 | Fénix             | Fragata Presidente Sarmiento | 9 de mayo |

| Fénix             | 0 - 3 | Brown de Adrogué     | Concepción Arenal  | 16 de mayo |
| Dock Sud          | 1 - 1 | Colegiales           | De Los Inmigrantes | 16 de mayo |
| Talleres (RE)     | 4 - 0 | Barracas Central     | Timote y Castro    | 16 de mayo |
| Deportivo Riestra | 0 - 2 | El Porvenir          | Riestra y Lacarra  | 16 de mayo |
| Luz y Fuerza      | 2 - 2 | Argentino de Quilmes | Luz y Fuerza       | 16 de mayo |

| Argentino de Quilmes | 1 - 0 | Deportivo Riestra   | Argentino de Quilmes | 23 de mayo |
| El Porvenir          | 0 - 2 | Talleres (RE)       | De Los Inmigrantes   | 23 de mayo |
| Barracas Central     | 0 - 1 | Dock Sud            | Timote y Castro      | 23 de mayo |
| Colegiales           | 3 - 0 | Fénix               | Malaver y Posadas    | 23 de mayo |
| Brown de Adrogué     | 2 - 1 | Ferrocarril Midland | Brown de Adrogué     | 23 de mayo |

| Ferrocarril Midland | 1 - 2 | Colegiales           | Luz y Fuerza       | 30 de mayo |
| Fénix               | 2 - 1 | Barracas Central     | Concepción Arenal  | 30 de mayo |
| Dock Sud            | 1 - 1 | El Porvenir          | De Los Inmigrantes | 30 de mayo |
| Talleres (RE)       | 1 - 1 | Argentino de Quilmes | Timote y Castro    | 30 de mayo |
| Deportivo Riestra   | 2 - 1 | Luz y Fuerza         | Riestra y Lacarra  | 30 de mayo |

| Dock Sud            | 0 - 2 | Argentino de Quilmes | De Los Inmigrantes | 6 de junio |
| Fénix               | 1 - 1 | El Porvenir          | Chacarita Juniors  | 6 de junio |
| Talleres (RE)       | 2 - 0 | Luz y Fuerza         | Timote y Castro    | 6 de junio |
| Brown de Adrogué    | 1 - 3 | Colegiales           | Brown de Adrogué   | 6 de junio |
| Ferrocarril Midland | 3 - 1 | Barracas Central     | Ciudad de Libertad | 9 de junio |

| Barracas Central     | 1 - 2 | Brown de Adrogué    | Olavarría y Luna     | 13 de junio |
| El Porvenir          | 1 - 3 | Ferrocarril Midland | De Los Inmigrantes   | 13 de junio |
| Argentino de Quilmes | 2 - 0 | Fénix               | Argentino de Quilmes | 13 de junio |
| Luz y Fuerza         | 1 - 1 | Dock Sud            | Luz y Fuerza         | 13 de junio |
| Deportivo Riestra    | 1 - 1 | Talleres (RE)       | Riestra y Lacarra    | 13 de junio |

| Dock Sud            | 5 - 0 | Deportivo Riestra    | De Los Inmigrantes | 20 de junio |
| Fénix               | 1 - 2 | Luz y Fuerza         | Concepción Arenal  | 20 de junio |
| Ferrocarril Midland | 3 - 1 | Argentino de Quilmes | Ciudad de Libertad | 20 de junio |
| Brown de Adrogué    | 2 - 0 | El Porvenir          | Brown de Adrogué   | 20 de junio |
| Colegiales          | 4 - 1 | Barracas Central     | Malaver y Posadas  | 20 de junio |

| El Porvenir          | 0 - 0 | Colegiales          | De Los Inmigrantes   | 27 de junio |
| Argentino de Quilmes | 1 - 1 | Brown de Adrogué    | Argentino de Quilmes | 27 de junio |
| Luz y Fuerza         | 1 - 0 | Ferrocarril Midland | Luz y Fuerza         | 27 de junio |
| Deportivo Riestra    | 3 - 1 | Fénix               | Riestra y Lacarra    | 27 de junio |
| Talleres (RE)        | 2 - 2 | Dock Sud            | Timote y Castro      | 27 de junio |

| Fénix               | 0 - 1 | Talleres (RE)        | Concepción Arenal  | 4 de julio |
| Ferrocarril Midland | 1 - 2 | Deportivo Riestra    | Ciudad de Libertad | 4 de julio |
| Brown de Adrogué    | 0 - 0 | Luz y Fuerza         | Brown de Adrogué   | 4 de julio |
| Colegiales          | 0 - 1 | Argentino de Quilmes | Malaver y Posadas  | 4 de julio |
| Barracas Central    | 0 - 3 | El Porvenir          | Timote y Castro    | 4 de julio |

| Argentino de Quilmes | 2 - 0 | Barracas Central    | Argentino de Quilmes | 11 de julio |
| Luz y Fuerza         | 1 - 2 | Colegiales          | Luz y Fuerza         | 11 de julio |
| Deportivo Riestra    | 2 - 2 | Brown de Adrogué    | Riestra y Lacarra    | 11 de julio |
| Talleres (RE)        | 3 - 0 | Ferrocarril Midland | Timote y Castro      | 11 de julio |
| Dock Sud             | 2 - 0 | Fénix               | De Los Inmigrantes   | 11 de julio |

| Ferrocarril Midland | 1 - 2 | Dock Sud             | Ciudad de Libertad | 25 de julio |
| Brown de Adrogué    | 1 - 0 | Talleres (RE)        | Brown de Adrogué   | 25 de julio |
| Colegiales          | 0 - 0 | Deportivo Riestra    | Malaver y Posadas  | 25 de julio |
| Barracas Central    | 0 - 2 | Luz y Fuerza         | Isla Maciel        | 25 de julio |
| El Porvenir         | 1 - 0 | Argentino de Quilmes | Timote y Castro    | 25 de julio |

| Luz y Fuerza      | 1 - 0 | El Porvenir         | Luz y Fuerza       | 1 de agosto |
| Deportivo Riestra | 0 - 1 | Barracas Central    | Riestra y Lacarra  | 1 de agosto |
| Talleres (RE)     | 5 - 0 | Colegiales          | Timote y Castro    | 1 de agosto |
| Dock Sud          | 1 - 0 | Brown de Adrogué    | De Los Inmigrantes | 1 de agosto |
| Fénix             | 2 - 2 | Ferrocarril Midland | Concepción Arenal  | 1 de agosto |

| Brown de Adrogué     | 1 - 2 | Fénix             | Brown de Adrogué     | 8 de agosto |
| Colegiales           | 1 - 0 | Dock Sud          | Malaver y Posadas    | 8 de agosto |
| Barracas Central     | 0 - 2 | Talleres (RE)     | Olavarría y Luna     | 8 de agosto |
| El Porvenir          | 1 - 2 | Deportivo Riestra | Timote y Castro      | 8 de agosto |
| Argentino de Quilmes | 5 - 1 | Luz y Fuerza      | Argentino de Quilmes | 8 de agosto |

| Deportivo Riestra   | 1 - 2 | Argentino de Quilmes | Riestra y Lacarra  | 15 de agosto |
| Talleres (RE)       | 2 - 0 | El Porvenir          | Timote y Castro    | 15 de agosto |
| Dock Sud            | 3 - 0 | Barracas Central     | De Los Inmigrantes | 15 de agosto |
| Fénix               | 1 - 3 | Colegiales           | Concepción Arenal  | 15 de agosto |
| Ferrocarril Midland | 1 - 0 | Brown de Adrogué     | Ciudad de Libertad | 15 de agosto |

| Colegiales           | 2 - 0 | Ferrocarril Midland | Malaver y Posadas    | 22 de agosto |
| Barracas Central     | 2 - 1 | Fénix               | Brown de Adrogué     | 22 de agosto |
| El Porvenir          | 0 - 2 | Dock Sud            | Timote y Castro      | 22 de agosto |
| Argentino de Quilmes | 2 - 1 | Talleres (RE)       | Argentino de Quilmes | 22 de agosto |
| Luz y Fuerza         | 1 - 1 | Deportivo Riestra   | Luz y Fuerza         | 22 de agosto |

### Zona B
| Defensores Unidos    | 1 - 0 | Leandro N. Alem          | Gigante de Villa Fox                            | 21 de marzo |
| Argentino de Rosario | 2 - 2 | Sarmiento de Junín       | José Martín Olaeta                              | 21 de marzo |
| J.J. Urquiza         | 2 - 2 | Central Córdoba (R)      | Médanos y Boyacá                                | 21 de marzo |
| Sportivo Italiano    | 4 - 1 | Defensores de Cambaceres | Estudiantes (BA)                                | 21 de marzo |
| Flandria             | 2 - 3 | Villa Dálmine            | Club_Deportivo_y_Mutual_Leandro_N._Alem#Estadio | 21 de marzo |

| Defensores de Cambaceres | 0 - 0 | J.J. Urquiza         | Camino Rivadavia y Quintana   | 28 de marzo |
| Central Córdoba (R)      | 1 - 1 | Flandria             | Gabino Sosa                   | 28 de marzo |
| Leandro N. Alem          | 2 - 1 | Argentino de Rosario | Leandro N. Alem               | 28 de marzo |
| Sarmiento de Junín       | 7 - 2 | Sportivo Palermo     | Eva Perón                     | 28 de marzo |
| Villa Dálmine            | 1 - 0 | Defensores Unidos    | El Coliseo de Mitre y Puccini | 28 de marzo |

| Defensores Unidos    | 2 - 4 | Central Córdoba (R)      | Gigante de Villa Fox | 4 de abril |
| Sportivo Palermo     | 1 - 2 | Leandro N. Alem          | All Boys             | 4 de abril |
| Argentino de Rosario | 3 - 2 | Villa Dálmine            | José Martín Olaeta   | 4 de abril |
| Flandria             | 5 - 0 | Defensores de Cambaceres | Leandro N. Alem      | 4 de abril |
| J.J. Urquiza         | 1 - 1 | Sportivo Italiano        | Nueva Chicago        | 4 de abril |

| Sportivo Italiano        | 0 - 1 | Flandria             | Estudiantes (BA)              | 11 de abril |
| Defensores de Cambaceres | 1 - 3 | Defensores Unidos    | Camino Rivadavia y Quintana   | 11 de abril |
| Central Córdoba (R)      | 4 - 1 | Argentino de Rosario | Parque Independencia          | 11 de abril |
| Villa Dálmine            | 0 - 0 | Sportivo Palermo     | El Coliseo de Mitre y Puccini | 11 de abril |
| Leandro N. Alem          | 1 - 1 | Sarmiento de Junín   | Leandro N. Alem               | 12 de abril |

| Sportivo Palermo     | 1 - 4 | Central Córdoba (R)      | All Boys             | 18 de abril |
| Argentino de Rosario | 5 - 1 | Defensores de Cambaceres | José Martín Olaeta   | 18 de abril |
| Defensores Unidos    | 0 - 2 | Sportivo Italiano        | Gigante de Villa Fox | 18 de abril |
| Flandria             | 3 - 0 | J.J. Urquiza             | Municipal de Luján   | 18 de abril |
| Sarmiento de Junín   | 3 - 1 | Villa Dálmine            | Eva Perón            | 19 de abril |

| J.J. Urquiza             | 3 - 3 | Defensores Unidos    | Riestra y Lacarra             | 25 de abril |
| Sportivo Italiano        | 1 - 0 | Argentino de Rosario | Estudiantes (BA)              | 25 de abril |
| Defensores de Cambaceres | 3 - 2 | Sportivo Palermo     | Camino Rivadavia y Quintana   | 25 de abril |
| Central Córdoba (R)      | 3 - 2 | Sarmiento de Junín   | Parque Independencia          | 25 de abril |
| Villa Dálmine            | 5 - 1 | Leandro N. Alem      | El Coliseo de Mitre y Puccini | 25 de abril |

| Leandro N. Alem      | 1 - 0 | Central Córdoba (R)      | Leandro N. Alem      | 2 de mayo |
| Sarmiento de Junín   | 3 - 0 | Defensores de Cambaceres | Eva Perón            | 2 de mayo |
| Sportivo Palermo     | 0 - 4 | Sportivo Italiano        | All Boys             | 2 de mayo |
| Argentino de Rosario | 4 - 1 | J.J. Urquiza             | José Martín Olaeta   | 2 de mayo |
| Defensores Unidos    | 1 - 2 | Flandria                 | Gigante de Villa Fox | 2 de mayo |

| Flandria                 | 0 - 0 | Argentino de Rosario | Carlos V                    | 9 de mayo |
| J.J. Urquiza             | 1 - 0 | Sportivo Palermo     | Kelsey y Bonifacini         | 9 de mayo |
| Sportivo Italiano        | 1 - 0 | Sarmiento de Junín   | Estudiantes (BA)            | 9 de mayo |
| Defensores de Cambaceres | 4 - 1 | Leandro N. Alem      | Camino Rivadavia y Quintana | 9 de mayo |
| Central Córdoba (R)      | 2 - 3 | Villa Dálmine        | Gabino Sosa                 | 9 de mayo |

| Villa Dálmine        | 4 - 0 | Defensores de Cambaceres | El Coliseo de Mitre y Puccini | 16 de mayo |
| Leandro N. Alem      | 0 - 1 | Sportivo Italiano        | Leandro N. Alem               | 16 de mayo |
| Sarmiento de Junín   | 3 - 1 | J.J. Urquiza             | Eva Perón                     | 16 de mayo |
| Sportivo Palermo     | 0 - 5 | Flandria                 | All Boys                      | 16 de mayo |
| Argentino de Rosario | 1 - 0 | Defensores Unidos        | José Martín Olaeta            | 16 de mayo |

| Defensores Unidos        | 6 - 1 | Sportivo Palermo    | Gigante de Villa Fox        | 23 de mayo |
| Flandria                 | 2 - 0 | Sarmiento de Junín  | Municipal de Luján          | 23 de mayo |
| J.J. Urquiza             | 1 - 0 | Leandro N. Alem     | Luz y Fuerza                | 23 de mayo |
| Sportivo Italiano        | 0 - 0 | Villa Dálmine       | Estudiantes (BA)            | 23 de mayo |
| Defensores de Cambaceres | 0 - 2 | Central Córdoba (R) | Camino Rivadavia y Quintana | 23 de mayo |

| Central Córdoba (R) | 5 - 1 | Sportivo Italiano    | Parque de la Independencia    | 30 de mayo |
| Villa Dálmine       | 2 - 0 | J.J. Urquiza         | El Coliseo de Mitre y Puccini | 30 de mayo |
| Leandro N. Alem     | 1 - 3 | Flandria             | Leandro N. Alem               | 30 de mayo |
| Sarmiento de Junín  | 5 - 1 | Defensores Unidos    | Eva Perón                     | 30 de mayo |
| Sportivo Palermo    | 0 - 3 | Argentino de Rosario | All Boys                      | 30 de mayo |

| Leandro N. Alem          | 3 - 2 | Defensores Unidos    | Leandro N. Alem               | 6 de junio |
| Sarmiento de Junín       | 1 - 0 | Argentino de Rosario | Eva Perón                     | 6 de junio |
| Central Córdoba (R)      | 2 - 0 | J.J. Urquiza         | Gabino Sosa                   | 6 de junio |
| Defensores de Cambaceres | 2 - 2 | Sportivo Italiano    | Camino Rivadavia y Quintana   | 6 de junio |
| Villa Dálmine            | 2 - 1 | Flandria             | El Coliseo de Mitre y Puccini | 6 de junio |

| J.J. Urquiza         | 2 - 1 | Defensores de Cambaceres | Kelsey y Bonifacini  | 13 de junio |
| Flandria             | 1 - 0 | Central Córdoba (R)      | Carlos V             | 13 de junio |
| Argentino de Rosario | 2 - 1 | Leandro N. Alem          | José Martín Olaeta   | 13 de junio |
| Sportivo Palermo     | 2 - 2 | Sarmiento de Junín       | Concepción Arenal    | 13 de junio |
| Defensores Unidos    | 1 - 1 | Villa Dálmine            | Gigante de Villa Fox | 13 de junio |

| Central Córdoba (R)      | 2 - 1 | Defensores Unidos    | Gabino Sosa                   | 20 de junio |
| Leandro N. Alem          | 3 - 2 | Sportivo Palermo     | Leandro N. Alem               | 20 de junio |
| Villa Dálmine            | 5 - 0 | Argentino de Rosario | El Coliseo de Mitre y Puccini | 20 de junio |
| Defensores de Cambaceres | 0 - 3 | Flandria             | Camino Rivadavia y Quintana   | 20 de junio |
| Sportivo Italiano        | 2 - 2 | J.J. Urquiza         | Estudiantes (BA)              | 20 de junio |

| Flandria             | 0 - 0 | Sportivo Italiano        | Municipal de Luján   | 27 de junio |
| Defensores Unidos    | 5 - 1 | Defensores de Cambaceres | Gigante de Villa Fox | 27 de junio |
| Argentino de Rosario | 1 - 0 | Central Córdoba (R)      | Gabino Sosa          | 27 de junio |
| Sportivo Palermo     | 1 - 1 | Villa Dálmine            | Malaver y Posadas    | 27 de junio |
| Sarmiento de Junín   | 2 - 2 | Leandro N. Alem          | Eva Perón            | 28 de junio |

| Villa Dálmine            | 1 - 1 | Sarmiento de Junín   | El Coliseo de Mitre y Puccini | 4 de julio |
| Central Córdoba (R)      | 3 - 0 | Sportivo Palermo     | Gabino Sosa                   | 4 de julio |
| Defensores de Cambaceres | 0 - 2 | Argentino de Rosario | Camino Rivadavia y Quintana   | 4 de julio |
| Sportivo Italiano        | 1 - 3 | Defensores Unidos    | Estudiantes (BA)              | 4 de julio |
| J.J. Urquiza             | 1 - 0 | Flandria             | Luz y Fuerza                  | 4 de julio |

| Defensores Unidos    | 0 - 1 | J.J. Urquiza             | Gigante de Villa Fox | 11 de julio |
| Argentino de Rosario | 2 - 2 | Sportivo Italiano        | José Martín Olaeta   | 11 de julio |
| Sportivo Palermo     | 1 - 4 | Defensores de Cambaceres | All Boys             | 11 de julio |
| Sarmiento de Junín   | 1 - 0 | Central Córdoba (R)      | Eva Perón            | 11 de julio |
| Leandro N. Alem      | 2 - 2 | Villa Dálmine            | Leandro N. Alem      | 11 de julio |

| Central Córdoba (R)      | 2 - 1 | Leandro N. Alem      | Gabino Sosa             | 25 de julio |
| Defensores de Cambaceres | 1 - 3 | Sarmiento de Junín   | Gimnasia y Esgrima (LP) | 25 de julio |
| Sportivo Italiano        | 1 - 3 | Sportivo Palermo     | Estudiantes (BA)        | 25 de julio |
| J.J. Urquiza             | 1 - 0 | Argentino de Rosario | Guido y Spano           | 25 de julio |
| Flandria                 | 4 - 0 | Defensores Unidos    | Municipal de Luján      | 25 de julio |

| Argentino de Rosario | 0 - 1 | Flandria                 | José Martín Olaeta            | 1 de agosto |
| Sportivo Palermo     | 2 - 3 | J.J. Urquiza             | All Boys                      | 1 de agosto |
| Sarmiento de Junín   | 1 - 0 | Sportivo Italiano        | Eva Perón                     | 1 de agosto |
| Leandro N. Alem      | 3 - 1 | Defensores de Cambaceres | Leandro N. Alem               | 1 de agosto |
| Villa Dálmine        | 1 - 2 | Central Córdoba (R)      | El Coliseo de Mitre y Puccini | 1 de agosto |

| Defensores de Cambaceres | 3 - 3 | Villa Dálmine        | Peña y Arenales          | 8 de agosto |
| Sportivo Italiano        | 7 - 1 | Leandro N. Alem      | Estudiantes (BA)         | 8 de agosto |
| J.J. Urquiza             | 3 - 4 | Sarmiento de Junín   | Manuela Pedraza y Crámer | 8 de agosto |
| Flandria                 | 3 - 1 | Sportivo Palermo     | Municipal de Luján       | 8 de agosto |
| Defensores Unidos        | 1 - 0 | Argentino de Rosario | Gigante de Villa Fox     | 8 de agosto |

| Sportivo Palermo    | 1 - 1 | Defensores Unidos        | Malaver y Posadas             | 15 de agosto |
| Sarmiento de Junín  | 0 - 0 | Flandria                 | Eva Perón                     | 15 de agosto |
| Leandro N. Alem     | 1 - 4 | J.J. Urquiza             | Leandro N. Alem               | 15 de agosto |
| Villa Dálmine       | 2 - 2 | Sportivo Italiano        | El Coliseo de Mitre y Puccini | 15 de agosto |
| Central Córdoba (R) | 3 - 1 | Defensores de Cambaceres | Gabino Sosa                   | 15 de agosto |

| Sportivo Italiano    | 2 - 1 | Central Córdoba (R) | Estudiantes (BA)     | 22 de agosto |
| J.J. Urquiza         | 1 - 1 | Villa Dálmine       | Kelsey y Bonifacini  | 22 de agosto |
| Flandria             | 4 - 1 | Leandro N. Alem     | Carlos V             | 22 de agosto |
| Defensores Unidos    | 1 - 4 | Sarmiento de Junín  | Gigante de Villa Fox | 22 de agosto |
| Argentino de Rosario | 5 - 0 | Sportivo Palermo    | José Martín Olaeta   | 22 de agosto |

## Torneo Campeonato

### Tabla de posiciones
| Pos. | Equipo               | Pts. | PJ | PG | PE | PP | GF | GC | Dif. |
| ---- | -------------------- | ---- | -- | -- | -- | -- | -- | -- | ---- |
| 1.º  | Talleres (RE)        | 21   | 14 | 9  | 3  | 2  | 22 | 12 | 10   |
| 2.º  | Argentino de Quilmes | 19   | 14 | 7  | 5  | 2  | 24 | 13 | 11   |
| 3.º  | Flandria             | 17   | 14 | 5  | 7  | 2  | 16 | 12 | 4    |
| 4.º  | Sarmiento de Junín   | 17   | 14 | 5  | 7  | 2  | 24 | 21 | 3    |
| 5.º  | Central Córdoba (R)  | 16   | 14 | 7  | 2  | 5  | 21 | 21 | 0    |
| 6.º  | Dock Sud             | 12   | 14 | 4  | 4  | 6  | 20 | 21 | −1   |
| 7.º  | Colegiales           | 6    | 14 | 1  | 4  | 9  | 16 | 24 | −8   |
| 8.º  | Villa Dálmine        | 4    | 14 | 0  | 4  | 10 | 10 | 29 | −19  |

|  | Se consagró campeón y clasificó al Torneo Reclasificación con equipos de la Primera B |
|  | Clasificó al Torneo Reclasificación con equipos de la Primera B                       |

### Resultados
| Dock Sud            | 2 - 0 | Talleres (RE)        | De Los Inmigrantes            | 29 de agosto |
| Central Córdoba (R) | 2 - 0 | Sarmiento de Junín   | Gabino Sosa                   | 29 de agosto |
| Villa Dálmine       | 0 - 1 | Argentino de Quilmes | El Coliseo de Mitre y Puccini | 29 de agosto |
| Colegiales          | 0 - 1 | Flandria             | Francisco Urbano              | 29 de agosto |

| Villa Dálmine        | 2 - 2 | Dock Sud            | El Coliseo de Mitre y Puccini | 5 de septiembre |
| Argentino de Quilmes | 4 - 3 | Colegiales          | Argentino de Quilmes          | 5 de septiembre |
| Flandria             | 1 - 0 | Central Córdoba (R) | Carlos V                      | 5 de septiembre |
| Sarmiento de Junín   | 1 - 3 | Talleres (RE)       | Eva Perón                     | 5 de septiembre |

| Dock Sud            | 0 - 0 | Sarmiento de Junín   | De Los Inmigrantes | 12 de septiembre |
| Talleres (RE)       | 2 - 0 | Flandria             | Timote y Castro    | 12 de septiembre |
| Central Córdoba (R) | 3 - 2 | Argentino de Quilmes | Gabino Sosa        | 12 de septiembre |
| Colegiales          | 1 - 1 | Villa Dálmine        | Leandro N. Alem    | 12 de septiembre |

| Colegiales           | 0 - 2 | Dock Sud            | Malaver y Posadas             | 19 de septiembre |
| Villa Dálmine        | 0 - 1 | Central Córdoba (R) | El Coliseo de Mitre y Puccini | 19 de septiembre |
| Argentino de Quilmes | 3 - 3 | Talleres (RE)       | Argentino de Quilmes          | 19 de septiembre |
| Flandria             | 2 - 2 | Sarmiento de Junín  | Carlos V                      | 19 de septiembre |

| Dock Sud            | 1 - 1 | Flandria             | De Los Inmigrantes | 26 de septiembre |
| Sarmiento de Junín  | 0 - 0 | Argentino de Quilmes | Eva Perón          | 26 de septiembre |
| Talleres (RE)       | 4 - 1 | Villa Dálmine        | Timote y Castro    | 26 de septiembre |
| Central Córdoba (R) | 1 - 0 | Colegiales           | Gabino Sosa        | 26 de septiembre |

| Central Córdoba (R)  | 1 - 1 | Dock Sud           | Gabino Sosa                   | 3 de octubre |
| Colegiales           | 0 - 0 | Talleres (RE)      | Malaver y Posadas             | 3 de octubre |
| Villa Dálmine        | 2 - 2 | Sarmiento de Junín | El Coliseo de Mitre y Puccini | 3 de octubre |
| Argentino de Quilmes | 0 - 0 | Flandria           | Argentino de Quilmes          | 3 de octubre |

| Dock Sud           | 0 - 2 | Argentino de Quilmes | De Los Inmigrantes | 10 de octubre |
| Flandria           | 1 - 0 | Villa Dálmine        | Carlos V           | 10 de octubre |
| Sarmiento de Junín | 2 - 1 | Colegiales           | Eva Perón          | 10 de octubre |
| Talleres (RE)      | 2 - 1 | Central Córdoba (R)  | Timote y Castro    | 10 de octubre |

| Talleres (RE)        | 1 - 0 | Dock Sud            | Timote y Castro      | 24 de octubre |
| Sarmiento de Junín   | 3 - 0 | Central Córdoba (R) | Eva Perón            | 24 de octubre |
| Argentino de Quilmes | 4 - 0 | Villa Dálmine       | Argentino de Quilmes | 24 de octubre |
| Flandria             | 1 - 1 | Colegiales          | Carlos V             | 24 de octubre |

| Dock Sud            | 3 - 0 | Villa Dálmine        | De Los Inmigrantes | 7 de noviembre |
| Colegiales          | 0 - 1 | Argentino de Quilmes | Malaver y Posadas  | 7 de noviembre |
| Central Córdoba (R) | 1 - 1 | Flandria             | Gabino Sosa        | 7 de noviembre |
| Talleres (RE)       | 1 - 1 | Sarmiento de Junín   | Timote y Castro    | 7 de noviembre |

| Sarmiento de Junín   | 3 - 2 | Dock Sud            | Eva Perón                     | 14 de noviembre |
| Flandria             | 0 - 1 | Talleres (RE)       | Carlos V                      | 14 de noviembre |
| Argentino de Quilmes | 2 - 0 | Central Córdoba (R) | Argentino de Quilmes          | 14 de noviembre |
| Villa Dálmine        | 1 - 1 | Colegiales          | El Coliseo de Mitre y Puccini | 14 de noviembre |

| Dock Sud            | 3 - 1 | Colegiales           | De Los Inmigrantes | 21 de noviembre |
| Central Córdoba (R) | 2 - 1 | Villa Dálmine        | Gabino Sosa        | 21 de noviembre |
| Talleres (RE)       | 1 - 0 | Argentino de Quilmes | Timote y Castro    | 21 de noviembre |
| Sarmiento de Junín  | 2 - 2 | Flandria             | Eva Perón          | 21 de noviembre |

| Flandria             | 2 - 1 | Dock Sud            | Carlos V                      | 28 de noviembre |
| Argentino de Quilmes | 1 - 1 | Sarmiento de Junín  | Argentino de Quilmes          | 28 de noviembre |
| Villa Dálmine        | 0 - 1 | Talleres (RE)       | El Coliseo de Mitre y Puccini | 28 de noviembre |
| Colegiales           | 5 - 1 | Central Córdoba (R) | Malaver y Posadas             | 28 de noviembre |

| Dock Sud           | 2 - 5 | Central Córdoba (R)  | De Los Inmigrantes | 2 de noviembre |
| Talleres (RE)      | 2 - 0 | Colegiales           | Timote y Castro    | 2 de noviembre |
| Sarmiento de Junín | 3 - 2 | Villa Dálmine        | Eva Perón          | 2 de noviembre |
| Flandria           | 1 - 1 | Argentino de Quilmes | Carlos V           | 2 de noviembre |

| Argentino de Quilmes | 3 - 1 | Dock Sud           | Argentino de Quilmes          | 5 de diciembre |
| Villa Dálmine        | 0 - 3 | Flandria           | El Coliseo de Mitre y Puccini | 5 de diciembre |
| Colegiales           | 3 - 4 | Sarmiento de Junín | Malaver y Posadas             | 5 de diciembre |
| Central Córdoba (R)  | 3 - 1 | Talleres (RE)      | Gabino Sosa                   | 5 de diciembre |

## Torneo Permanencia

### Zona A

#### Tabla de posiciones
| Pos. | Equipo              | Pts. | PJ | PG | PE | PP | GF | GC | Dif. |
| ---- | ------------------- | ---- | -- | -- | -- | -- | -- | -- | ---- |
| 1.º  | Deportivo Riestra   | 15   | 12 | 5  | 5  | 2  | 21 | 13 | 8    |
| 2.º  | Brown de Adrogué    | 15   | 12 | 5  | 5  | 2  | 23 | 16 | 7    |
| 3.º  | Luz y Fuerza        | 14   | 12 | 6  | 2  | 4  | 19 | 13 | 6    |
| 4.º  | Ferrocarril Midland | 13   | 12 | 5  | 3  | 4  | 14 | 14 | 0    |
| 5.º  | Fénix               | 10   | 12 | 2  | 6  | 4  | 13 | 18 | −5   |
| 6.º  | El Porvenir         | 10   | 13 | 2  | 6  | 5  | 11 | 18 | −7   |
| 7.º  | Barracas Central    | 7    | 11 | 1  | 5  | 5  | 12 | 21 | −9   |

|  | Descendió a la Primera Aficionados |

#### Resultados
| El Porvenir      | 2 - 2 | Fénix               | Timote y Castro  | 29 de agosto |
| Brown de Adrogué | 2 - 2 | Barracas Central    | Brown de Adrogué | 29 de agosto |
| Luz y Fuerza     | 1 - 2 | Ferrocarril Midland | Luz y Fuerza     | 29 de agosto |

| Fénix               | 1 - 5 | Luz y Fuerza      | Timote y Castro    | 5 de septiembre |
| Ferrocarril Midland | 2 - 3 | Brown de Adrogué  | Ciudad de Libertad | 5 de septiembre |
| Barracas Central    | 1 - 1 | Deportivo Riestra | De Los Inmigrantes | 5 de septiembre |

| Deportivo Riestra | 1 - 1 | Ferrocarril Midland | Riestra y Lacarra | 12 de septiembre |
| Brown de Adrogué  | 1 - 3 | Fénix               | Brown de Adrogué  | 12 de septiembre |
| Luz y Fuerza      | 0 - 0 | El Porvenir         | Luz y Fuerza      | 12 de septiembre |

| El Porvenir         | 2 - 2 | Brown de Adrogué  | Timote y Castro    | 19 de septiembre |
| Fénix               | 0 - 0 | Deportivo Riestra | El Viaducto        | 19 de septiembre |
| Ferrocarril Midland | 0 - 0 | Barracas Central  | Ciudad de Libertad | 19 de septiembre |

| Barracas Central  | 2 - 1 | Fénix        | Argentino de Quilmes | 26 de septiembre |
| Deportivo Riestra | 2 - 0 | El Porvenir  | Riestra y Lacarra    | 26 de septiembre |
| Brown de Adrogué  | 2 - 0 | Luz y Fuerza | Brown de Adrogué     | 26 de septiembre |

| Luz y Fuerza | 1 - 0 | Deportivo Riestra   | Luz y Fuerza     | 3 de octubre |
| El Porvenir  | 1 - 2 | Barracas Central    | Timote y Castro  | 3 de octubre |
| Fénix        | 1 - 0 | Ferrocarril Midland | Brown de Adrogué | 3 de octubre |

| Ferrocarril Midland | 1 - 3 | El Porvenir      | Ciudad de Libertad | 10 de octubre |
| Barracas Central    | 1 - 2 | Luz y Fuerza     | Olavarría y Luna   | 10 de octubre |
| Deportivo Riestra   | 1 - 1 | Brown de Adrogué | Riestra y Lacarra  | 10 de octubre |

| Fénix               | 1 - 1 | El Porvenir      | Riestra y Lacarra  | 24 de octubre |
| Barracas Central    | 1 - 3 | Brown de Adrogué | Olavarría y Luna   | 24 de octubre |
| Ferrocarril Midland | 2 - 0 | Luz y Fuerza     | Ciudad de Libertad | 24 de octubre |

| Luz y Fuerza      | 1 - 0 | Fénix               | Luz y Fuerza      | 7 de noviembre |
| Brown de Adrogué  | 3 - 0 | Ferrocarril Midland | Brown de Adrogué  | 7 de noviembre |
| Deportivo Riestra | 4 - 1 | Barracas Central    | Riestra y Lacarra | 7 de noviembre |

| Ferrocarril Midland | 2 - 1 | Deportivo Riestra | Ciudad de Libertad | 14 de noviembre |
| Fénix               | 0 - 0 | Brown de Adrogué  | Riestra y Lacarra  | 14 de noviembre |
| El Porvenir         | 0 - 2 | Luz y Fuerza      | Timote y Castro    | 14 de noviembre |

| Brown de Adrogué  | 3 - 1 | El Porvenir         | Brown de Adrogué  | 21 de noviembre |
| Deportivo Riestra | 2 - 2 | Fénix               | Riestra y Lacarra | 21 de noviembre |
| Barracas Central  | 0 - 1 | Ferrocarril Midland | Olavarría y Luna  | 21 de noviembre |

| Fénix        | 2 - 2 | Barracas Central  | Riestra y Lacarra | 28 de noviembre |
| El Porvenir  | 0 - 2 | Deportivo Riestra | Timote y Castro   | 28 de noviembre |
| Luz y Fuerza | 1 - 1 | Brown de Adrogué  | Luz y Fuerza      | 28 de noviembre |

| Deportivo Riestra   | 4 - 2 | Luz y Fuerza | Riestra y Lacarra  | 6 de diciembre |
| Barracas Central    | 0 - 0 | El Porvenir  | Olavarría y Luna   | 6 de diciembre |
| Ferrocarril Midland | 2 - 0 | Fénix        | Ciudad de Libertad | 6 de diciembre |

| El Porvenir      | 1 - 1 | Ferrocarril Midland | Timote y Castro  | 12 de diciembre |
| Luz y Fuerza     | 4 - 0 | Barracas Central    | Luz y Fuerza     | 12 de diciembre |
| Brown de Adrogué | 2 - 3 | Deportivo Riestra   | Brown de Adrogué | 12 de diciembre |

### Zona B

#### Tabla de posiciones
| Pos. | Equipo                   | Pts. | PJ | PG | PE | PP | GF | GC | Dif. |
| ---- | ------------------------ | ---- | -- | -- | -- | -- | -- | -- | ---- |
| 1.º  | Defensores Unidos        | 16   | 12 | 8  | 0  | 4  | 26 | 17 | 9    |
| 2.º  | Sportivo Italiano        | 15   | 12 | 5  | 5  | 2  | 21 | 10 | 11   |
| 3.º  | Argentino de Rosario     | 13   | 12 | 5  | 3  | 4  | 16 | 12 | 4    |
| 4.º  | J.J. Urquiza             | 13   | 12 | 4  | 5  | 3  | 13 | 17 | −4   |
| 5.º  | Leandro N. Alem          | 12   | 12 | 4  | 4  | 4  | 15 | 17 | −2   |
| 6.º  | Defensores de Cambaceres | 9    | 12 | 3  | 3  | 6  | 14 | 17 | −3   |
| 7.º  | Sportivo Palermo         | 6    | 12 | 1  | 4  | 7  | 15 | 30 | −15  |

|  | Descendió a la Primera Aficionados |

#### Resultados
| J.J. Urquiza     | 0 - 0 | Sportivo Italiano        | Nueva Chicago   | 29 de agosto |
| Sportivo Palermo | 2 - 2 | Argentino de Rosario     | All Boys        | 29 de agosto |
| Leandro N. Alem  | 2 - 0 | Defensores de Cambaceres | Leandro N. Alem | 29 de agosto |

| Sportivo Italiano        | 4 - 0 | Sportivo Palermo  | Estudiantes (BA)        | 5 de septiembre |
| Argentino de Rosario     | 2 - 0 | Leandro N. Alem   | José Martín Olaeta      | 5 de septiembre |
| Defensores de Cambaceres | 1 - 4 | Defensores Unidos | Gimnasia y Esgrima (LP) | 5 de septiembre |

| Defensores Unidos | 1 - 3 | Argentino de Rosario | Gigante de Villa Fox | 12 de septiembre |
| Leandro N. Alem   | 1 - 1 | Sportivo Italiano    | Leandro N. Alem      | 12 de septiembre |
| Sportivo Palermo  | 3 - 1 | J.J. Urquiza         | Ciudad de Libertad   | 12 de septiembre |

| J.J. Urquiza         | 1 - 1 | Leandro N. Alem          | Kelsey y Bonifacini | 19 de septiembre |
| Sportivo Italiano    | 2 - 0 | Defensores Unidos        | Estudiantes (BA)    | 19 de septiembre |
| Argentino de Rosario | 2 - 1 | Defensores de Cambaceres | José Martín Olaeta  | 19 de septiembre |

| Defensores de Cambaceres | 1 - 1 | Sportivo Italiano | Camino Rivadavia y Quintana | 26 de septiembre |
| Defensores Unidos        | 4 - 1 | J.J. Urquiza      | Gigante de Villa Fox        | 26 de septiembre |
| Leandro N. Alem          | 3 - 1 | Sportivo Palermo  | Leandro N. Alem             | 26 de septiembre |

| Sportivo Palermo  | 1 - 2 | Defensores Unidos        | Ciudad de Libertad | 3 de octubre |
| J.J. Urquiza      | 1 - 1 | Defensores de Cambaceres | Nueva Chicago      | 3 de octubre |
| Sportivo Italiano | 2 - 1 | Argentino de Rosario     | Estudiantes (BA)   | 3 de octubre |

| Argentino de Rosario     | 0 - 0 | J.J. Urquiza     | José Martín Olaeta          | 10 de octubre |
| Defensores de Cambaceres | 1 - 0 | Sportivo Palermo | Camino Rivadavia y Quintana | 10 de octubre |
| Defensores Unidos        | 3 - 0 | Leandro N. Alem  | Gigante de Villa Fox        | 10 de octubre |

| Sportivo Italiano        | 3 - 0 | J.J. Urquiza     | Estudiantes (BA)            | 24 de octubre |
| Argentino de Rosario     | 1 - 1 | Sportivo Palermo | José Martín Olaeta          | 24 de octubre |
| Defensores de Cambaceres | 0 - 1 | Leandro N. Alem  | Camino Rivadavia y Quintana | 24 de octubre |

| Sportivo Palermo  | 1 - 1 | Sportivo Italiano        | Tres de Febrero      | 7 de noviembre |
| Leandro N. Alem   | 2 - 0 | Argentino de Rosario     | Leandro N. Alem      | 7 de noviembre |
| Defensores Unidos | 3 - 1 | Defensores de Cambaceres | Gigante de Villa Fox | 7 de noviembre |

| Argentino de Rosario | 2 - 0 | Defensores Unidos | José Martín Olaeta | 14 de noviembre |
| Sportivo Italiano    | 4 - 1 | Leandro N. Alem   | Estudiantes (BA)   | 14 de noviembre |
| J.J. Urquiza         | 4 - 3 | Sportivo Palermo  | Tres de Febrero    | 14 de noviembre |

| Leandro N. Alem          | 1 - 1 | J.J. Urquiza         | Leandro N. Alem             | 21 de noviembre |
| Defensores Unidos        | 1 - 0 | Sportivo Italiano    | Gigante de Villa Fox        | 21 de noviembre |
| Defensores de Cambaceres | 1 - 0 | Argentino de Rosario | Camino Rivadavia y Quintana | 21 de noviembre |

| Sportivo Italiano | 1 - 1 | Defensores de Cambaceres | Nueva Chicago    | 28 de noviembre |
| J.J. Urquiza      | 3 - 1 | Defensores Unidos        | Tres de Febrero  | 28 de noviembre |
| Sportivo Palermo  | 1 - 1 | Leandro N. Alem          | Olavarría y Luna | 28 de noviembre |

| Defensores Unidos        | 4 - 1 | Sportivo Palermo  | Gigante de Villa Fox        | 5 de diciembre |
| Defensores de Cambaceres | 0 - 1 | J.J. Urquiza      | Camino Rivadavia y Quintana | 5 de diciembre |
| Argentino de Rosario     | 3 - 2 | Sportivo Italiano | José Martín Olaeta          | 5 de diciembre |

| Sportivo Palermo | 1 - 6   | Defensores de Cambaceres | Malaver y Posadas | 12 de diciembre |
| Leandro N. Alem  | 2 - 3   | Defensores Unidos        | Leandro N. Alem   | 12 de diciembre |
| J.J. Urquiza     | GP - PP | Argentino de Rosario     | Tres de Febrero   | 12 de diciembre |

## Torneo Reclasificación Primera B-Primera C
Fue disputado por los equipos que habían finalizado anteúltimo y antepenúltimo en el Torneo Reclasificación de la Primera B y los equipos que habían finalizado en las dos primeras posiciones del Torneo Campeonato de la Primera C. Solamente el equipo que finalizara en la primera posición disputaría la siguiente temporada en la Primera B.

### Tabla de posiciones
| Pos. | Equipo               | Pts. | PJ | PG | PE | PP | GF | GC | Dif. |
| ---- | -------------------- | ---- | -- | -- | -- | -- | -- | -- | ---- |
| 1.º  | Talleres (RE)        | 5    | 3  | 2  | 1  | 0  | 8  | 1  | 7    |
| 2.º  | Argentino de Quilmes | 4    | 3  | 2  | 0  | 1  | 8  | 5  | 3    |
| 3.º  | Almagro              | 3    | 3  | 1  | 1  | 1  | 7  | 8  | −1   |
| 4.º  | Liniers              | 0    | 3  | 0  | 0  | 3  | 5  | 14 | −9   |

|  | Ascendió a la Primera B    |
|  | Permaneció en la Primera C |
|  | Descendió a la Primera C   |

### Resultados
| Talleres (RE)        | 6 - 0 | Liniers | Tomás Adolfo Ducó | 12 de diciembre |
| Argentino de Quilmes | 4 - 2 | Almagro | Nueva Chicago     | 12 de diciembre |

| Almagro | 1 - 1 | Talleres (RE)        | Tomás Adolfo Ducó | 15 de diciembre |
| Liniers | 2 - 4 | Argentino de Quilmes | Los Andes         | 15 de diciembre |

| Talleres (RE) | 1 - 0 | Argentino de Quilmes | El Viaducto        | 19 de diciembre |
| Almagro       | 4 - 3 | Liniers              | Ferro Carril Oeste | 19 de diciembre |

## Goleadores[4]
| Pos. | Jugador              | Jugador          | Goles | Equipo               |
| ---- | -------------------- | ---------------- | ----- | -------------------- |
| 1    | Bandera de Argentina | Enrique Massei   | 20    | Sportivo Italiano    |
| 2    | Bandera de Argentina | Juan Ángel Calvo | 17    | Argentino de Quilmes |
| 2    | Bandera de Argentina | Isidoro Leiva    | 17    | Dock Sud             |
| 3    | Bandera de Argentina | César Repetto    | 16    | Villa Dálmine        |
| 4    | Bandera de Argentina | Oscar Fachetti   | 15    | Central Córdoba (R)  |